# Sahara occidental
Pour les articles homonymes, voir Sahara (homonymie).
Le Sahara occidental (arabe : الصحراء الغربية) est un territoire de 266 000 km2 du nord-ouest de l'Afrique, bordé par la province marocaine de Tarfaya au nord, l'Algérie au nord-est, la Mauritanie à l'est et au sud, tandis que sa côte ouest donne sur l'Atlantique. Territoire non autonome selon l'ONU, cette ancienne colonie espagnole n'a toujours pas trouvé de statut définitif sur le plan juridique depuis le départ des Espagnols, en 1976.
Le territoire est revendiqué à la fois par le Maroc et par la République arabe sahraouie démocratique (RASD), proclamée par le Front Polisario en 1976. Ce dernier est un mouvement dont l'objectif est l'indépendance totale du Sahara occidental, revendication soutenue par l'Algérie. Devenu un enjeu global illustrant la rivalité entre le Maroc et l'Algérie, le dossier saharien bloque toujours la construction de l'Union du Maghreb arabe (UMA). Le Polisario s'appuie sur un « consensus écrasant parmi les Sahraouis vivant sur le territoire en faveur de l'indépendance et en opposition à l'intégration avec tout pays voisin », tel que décrit dans un rapport de l'ONU en 1975. Le Maroc fonde sa revendication sur les accords de Madrid et sur la base de liens d'allégeance passés entre les tribus sahraouies et les sultans du Maroc. En effet, la position marocaine met en avant l'appartenance du territoire aux différentes dynasties comme les Almoravides, issus de ce même Sahara, et les Almohades dont la monarchie actuelle est l'héritière et qualifie le conflit de relique de la colonisation.
Depuis le cessez-le-feu de 1991, le Maroc contrôle et administre environ 80 % du territoire, tandis que le Front Polisario en contrôle 20 % laissés par le Maroc derrière une longue ceinture de sécurité, le « mur marocain », devenu aujourd'hui la frontière de facto. La Mission des Nations unies pour l'organisation d'un référendum au Sahara occidental patrouille dans l'ensemble du territoire.

## Histoire

### Période précoloniale
En 1048, des Berbères sanhadjas de l'ouest du Sahara (actuelle Mauritanie) se coalisent sous l'impulsion d'un prédicateur malikite, Abdellah ben Yassin et d'un chef local et fondent le mouvement almoravide. Ils conquièrent et unifient les tribus du Sahara occidental entre 1042 et 1052, puis s'emparent du Maroc actuel (alors éclaté en petits émirats à la suite de la chute de l'empire chérifien des Idrissides) et d'une grande partie de la péninsule Ibérique (Al-Andalus). Les Almoravides ont pour capitale et base Marrakech. À leur chute aux mains des Almohades (1147), le territoire perd son organisation.
À partir de 1514, avec l'avènement de la dynastie marocaine des Saadiens, l'ascendant marocain devient effectif sur le Sahara occidental. Aux XVe et XVIe siècles, les Portugais et les Espagnols installent des forts sur la côte, mais en sont chassés après quelques décennies.

### Sahara espagnol

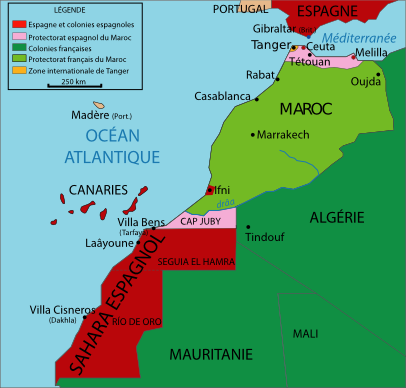
Sahara espagnol.

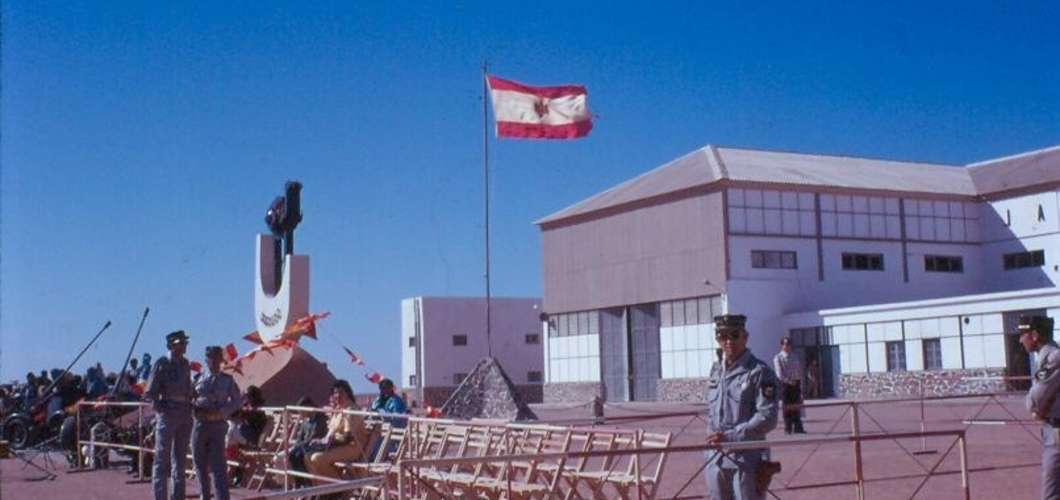
Caserne espagnole à El Aiun.

En 1884, l'Espagne place ce territoire sous son protectorat ; la prise de contrôle est confirmée par la conférence de Berlin de 1884-1885. Elle établit des comptoirs commerciaux et une présence militaire. Les frontières ne sont pas clairement définies, jusqu'aux traités entre la France et l'Espagne, datant du début du XXe siècle (traité de Paris de 1900, convention de Madrid de 1912 qui fait suite au traité de Fès instaurant un protectorat français). Les tribus locales luttent contre la puissance coloniale avec l'aide du sultan marocain. Cet appui cesse lorsque ce dernier est soumis à un protectorat franco-espagnol en 1912. Le Sahara espagnol est créé à partir des territoires de Rio de Oro et de Seguia el-Hamra en 1924. Il est administré en commun avec le territoire de Cap Juby (Tarfaya), séparément des territoires marocains sous protectorat espagnol. L'Espagne réorganise ces territoires en Afrique occidentale espagnole (1946-1958), puis en Sahara espagnol.
Entre octobre 1957 et avril 1958, le Maroc à la suite de l'indépendance de sa partie nord en 1956, tente de libérer Ifni, Tarfaya et le Sahara occidental de l'occupation espagnole, en soutenant l'Armée de libération nationale du Maroc sud, formée d'irréguliers marocains et de tribus sahraouies. À l'issue de la guerre d'Ifni, le Maroc récupère quelques territoires (le Cap Juby, aussi désigné comme région de Tarfaya, ainsi que la majeure partie du territoire d'Ifni, excepté Ifni elle-même). Toutefois, l'opération conjointe franco-espagnole – dite en français opération « Écouvillon » – met en échec les irréguliers marocains de l'Armée de libération nationale au Sahara occidental, les forçant à évacuer les villes d'Edchera, Tafoudart et Smara, qu'ils contrôlent jusque-là.
En 1963, le Maroc fait inscrire le territoire du Sahara occidental sur la liste des territoires non autonomes de l'ONU. L'ONU essaie alors, en ordre dispersé de convaincre l'Espagne de décoloniser ce territoire ainsi que Cap Juby et l'enclave d'Ifni, et de négocier pour cela avec le Maroc. La résolution de l'ONU n° 2072 du 17 décembre 1965, appelant à la décolonisation, est ainsi votée malgré l'opposition de l'Espagne et du Portugal et l'abstention de la France, du Royaume-Uni, des États-Unis et de l'Afrique du Sud. À ce manque de consensus d'une part importante des grandes puissances, s'ajoute le conflit ouvert entre l'Algérie et le Maroc, qui culmine dans la guerre des Sables de 1963. De plus, le Maroc et la Mauritanie, que le Maroc ne reconnait pas (certains hommes politiques marocains, à commencer par Allal El Fassi, représentant de l'aile droite du Parti de l'Istiqlal et ministre entre 1961 et 1963, espérant former un Grand Maroc qui inclurait la Mauritanie), ont aussi des revendications territoriales opposées sur ce territoire du Sahara occidental. De ce fait, ses trois voisins, Maroc, Algérie et Mauritanie, ne parviennent pas à créer un front commun face à l'Espagne, qui, moyennant concessions (la décolonisation d'Ifni en 1969, conformément à la résolution n° 2072 de l'ONU), perpétue ainsi sa domination jusqu'à la mort de Franco, en 1975. Le règlement du conflit algéro-marocain et la reconnaissance de la Mauritanie par le Maroc en 1969 permettent d'unifier le front anti-espagnol. Parallèlement, plusieurs groupes locaux se lancent dans la résistance armée aidés par l'armée de libération nationale marocaine issue de la lutte populaire marocaine contre l'occupation hispano-française du Maroc.

### Conflits armés (depuis 1973)

#### Guerre du Sahara occidental (1975-1991)

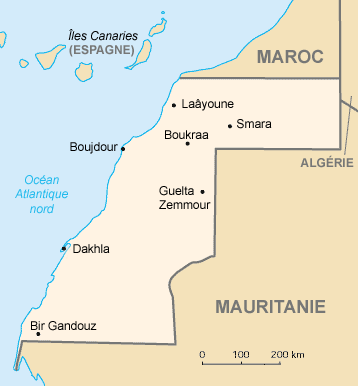
Sahara occidental.

En 1975, un avis consultatif de la Cour internationale de justice confirme l'existence de liens historiques entre les populations du Sahara occidental et le Maroc, ainsi que l'ensemble mauritanien :

« Les éléments et renseignements portés à la connaissance de la Cour montrent l'existence, au moment de la colonisation espagnole, de liens juridiques d'allégeance entre le sultan du Maroc et certaines des tribus vivant sur le territoire du Sahara occidental. Ils montrent également l'existence de droits, y compris certains droits relatifs à la terre, qui constituaient des liens juridiques entre l'ensemble mauritanien, au sens où la Cour l'entend, et le territoire du Sahara occidental. »

Cependant, l'avis conclut qu'ils ne sont pas de nature à empêcher un référendum d'autodétermination, en y rendant inapplicable la notion de terra nullius. Dans son avis, la Cour précise :

« (...) En revanche, la Cour conclut que les éléments et renseignements portés à sa connaissance n'établissent I'existence d'aucun lien de souveraineté territoriale entre le territoire du Sahara occidental d'une part, le Royaume du Maroc ou l'ensemble mauritanien d'autre part. »

Quelques jours après cet avis, Hassan II, roi du Maroc organise la marche verte (6 novembre 1975) pour marquer la volonté d'une souveraineté marocaine sur ce territoire. Ceci amène l'Espagne à signer les accords de Madrid avec le Maroc et la Mauritanie, le 14 novembre 1975, pour officialiser le partage du territoire. Le Maroc obtient les deux tiers nord, et la Mauritanie le tiers sud ; l'Algérie et les Sahraouis ne sont pas consultés. Le retrait des troupes espagnoles, décidé peu avant la mort de Franco, s'effectue entre 1975 et 1976.
Le 27 février 1976, la République arabe sahraouie démocratique (RASD) est proclamée par le Front Polisario à Bir Lahlou, au lendemain du départ du dernier soldat espagnol du territoire. Dans le même temps, la lutte armée du Front Polisario attaque par des incursions éclairs les forces marocaines et mauritaniennes qu'il considère comme de nouvelles forces d'occupation. La bataille d'Amgala en 1976 entre forces marocaines et algériennes sur le territoire du Sahara occidental montre le soutien actif de l'Algérie au Polisario. Entre fin 1975 et 1976, des dizaines de milliers de Sahraouis quittent le Sahara occidental, fuyant la guerre vers les camps de réfugiés de Tindouf en Algérie, encadrés par le Polisario.
Après le putsch en Mauritanie qui renverse Moktar Ould Daddah en juillet 1978, le Front Polisario déclare un cessez-le-feu unilatéral avec Nouakchott. Le cessez-le-feu est approuvé par l'ONU et le 10 août 1979 un traité de paix est signé dans lequel la Mauritanie cède sa partie du Sahara au Front Polisario. Le 14 août 1979, le Maroc annonce l'annexion de l'ancien territoire mauritanien.
Dans les années 1980, le Maroc érige un mur de défense qui sépare le territoire en deux, les 20 % à l'est du mur étant désormais sous le contrôle du Front Polisario. Une guerre d'embuscades avec le Front Polisario prend fin en 1991 à la suite d'un cessez-le-feu favorisé par la médiation de l'Organisation des Nations unies ; un référendum organisé par les Nations unies sur le statut final a été reporté à plusieurs reprises.

#### Après le cessez-le-feu (depuis 1991)
En novembre 2010, les forces de l'ordre marocaines procèdent au démantèlement du campement de Gdeim Izik, lequel abrite 20 000 personnes. Les affrontements avec des manifestants sahraouis font entre 13 (selon les autorités marocaines) et 36 morts (selon le Front Polisario) et donnent lieu à des dizaines d'arrestations suivies de lourdes condamnations.
En 2020, le Maroc lance une opération militaire dans la zone tampon de Guerguerat en réponse aux « provocations du polisario ». En effet 200 routiers ont été bloqués trois semaines à ce poste-frontière par des milices du polisario comprenant quelque 70 hommes armés. Un haut responsable des Affaires étrangères marocaines soulignant que jusque là « le Maroc a fait preuve de retenue » mais « les appels de la Minurso et du secrétaire général de l'ONU (...) sont malheureusement restés vains » et affirmant que l'ONU, la Mauritanie et « d'autres pays impliqués dans le dossier » avaient été prévenus de l'opération.

## Statut légal

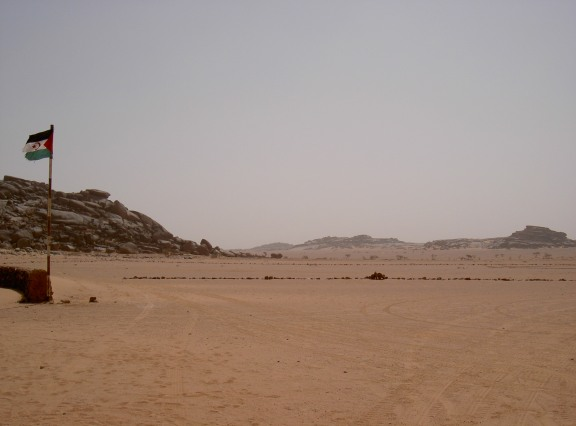
Sahara occidental, frontière des territoires contrôlés par le Front Polisario et le Maroc, près de Tifariti.

Le Sahara occidental figure sur la liste des territoires non autonomes selon l'Organisation des Nations unies depuis 1963, à la suite d'une demande du Maroc.
Depuis l'entrée en vigueur du cessez-le-feu de 1991, le statut final du Sahara occidental reste à déterminer. Depuis le départ des Espagnols, l'ONU considère que le Sahara occidental est un territoire sans administration. En 2002, un avis de droit de Hans Corell, vice-secrétaire général aux questions de droit, conclut que le Maroc n'est pas la puissance administrante du territoire. Le document S/2002/161 indique : « Le 14 novembre 1975, une déclaration de principes sur le Sahara occidental a été signée à Madrid par l’Espagne, le Maroc et la Mauritanie (l’accord de Madrid). En vertu de cette déclaration, les pouvoirs et responsabilités de l’Espagne, en tant que puissance administrante du territoire, ont été transférés à une administration tripartite temporaire. L’accord de Madrid ne prévoyait pas de transfert de souveraineté sur le territoire ni ne conférait à aucun des signataires le statut de puissance administrante, statut que l’Espagne ne pouvait d’ailleurs unilatéralement transférer. Le transfert des pouvoirs administratifs au Maroc et à la Mauritanie en 1975 n’a pas eu d’incidence sur le statut du Sahara occidental en tant que territoire non autonome. »
À partir de 2003, certains documents de l'ONU qualifient le Maroc d'« autorité administrante », ce qui lui donnerait le droit d'exploiter les ressources naturelles du territoire, par exemple d'autoriser des concessions pétrolières. Le gouvernement de la RASD se réclame lui aussi puissance administrante du territoire.
Dans un rapport publié en 2006 par Kofi Annan, alors secrétaire général des Nations unies, il est indiqué qu'aucun État membre de l'ONU ne reconnaît la souveraineté du Maroc sur le Sahara occidental.
La République sahraouie est de plus en plus isolée au niveau international : seule une trentaine de pays la reconnaissent en 2020, contre 79 en 1990.
En février 2022, un groupe parlementaire d'amitié et de fraternité « Algérie-Sahara occidental » a été installé à Alger, à l'Assemblée populaire nationale (APN).
Le 30 juillet 2024, le président de la République française Emmanuel Macron déclare dans une lettre adressée au roi du Maroc Mohammed VI que « le présent et l’avenir du Sahara occidental s’inscrivent dans le cadre de la souveraineté marocaine », ce à quoi l'Algérie répond immédiatement en rappelant son ambassadeur en France.

## Situation politique

### Revendications marocaines
Le Sahara occidental est considéré par le Maroc comme faisant partie de ses provinces du Sud (la superficie du Sahara occidental étant de 266 000 km2 et celle des provinces du Sud de 416 474 km2, le Sahara occidental représente environ 64 % des provinces du Sud). Ce pouvoir est revendiqué comme historique et légal par le Maroc sur cette partie du Sahara. Le Maroc rejette les conclusions de l'avis consultatif de la Cour internationale de justice de 1975 : selon lui, la cour a commis une erreur d'interprétation en cherchant à utiliser un cadre juridique occidental. Les liens d'allégeance exprimés, à des périodes pré-coloniales, par des chefs sahraouis seraient constitutifs de la nation marocaine comme de l'appartenance du Sahara occidental au Maroc, et il n'existerait pas d'autre source historique de souveraineté. Pour Rabat, la cour ne peut pas reconnaître les liens qui existent entre la monarchie et les sahraouis, et rejeter la souveraineté du Maroc.
La question du Sahara occidental est également un facteur majeur de stabilité politique au Maroc : selon les autorités, le rattachement du territoire fait l'objet d'un consensus national, et un gouvernement qui agirait à l'encontre de ce consensus se heurterait immédiatement à une forte hostilité de la population. Paris et Washington sont d'ailleurs très sensibles à cet argument de stabilité. Un responsable marocain[Lequel ?] déclare : « Ce n'est pas seulement le roi qui dicte sa décision (sur le Sahara occidental), c'est aussi l'expression d'un sentiment populaire très profond. Aucun homme politique marocain ne peut hésiter sur la question. C'est un véritable consensus national imbrisable. Aucun gouvernement ne survivrait à la remise en cause de ce principe. C'est une question de vie ou de mort ».
Loin de considérer le Front Polisario comme un acteur indépendant, le Maroc considère qu'il n'est que l'outil de l'Algérie (il y fait référence parfois par le terme « Algérisario »). Toujours selon Rabat, sans l'aide diplomatique, financière, militaire et logistique de l'Algérie, il n'y aurait pas de question sahraouie. De plus d'après la monarchie, Alger utiliserait le Polisario pour affaiblir son rival régional, faire diversion sur les questions relatives à ses frontières, s'offrir un accès à l'océan Atlantique via un État sahraoui à son service et enfin exploiter les ressources naturelles du Sahara occidental. Plus récemment[Quand ?], les marocains se sont concentrés sur un nouveau risque. Celui de voir un nouvel état évoluer dans un contexte instable et marqué par le djihadisme religieux. Le Maroc pense, d'ailleurs, qu'il existe des liens entre les djihadistes d'AQMI et les chefs sahraouis.

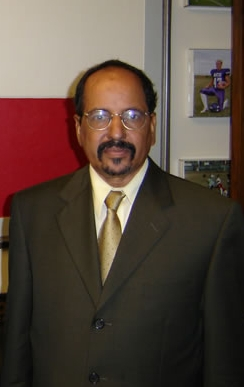
Mohamed Abdelaziz, secrétaire général du Polisario et président de la république sahraouie (1976-2016).

Après des contacts officieux, le Maroc a accepté de traiter directement et officiellement avec le Polisario en 2007 en tant qu'un des protagonistes du conflit. Malgré cela, près de 8 000 Sahraouis installés auparavant dans les camps de réfugiés de Tindouf ont rallié le Maroc, soit à partir des Îles Canaries (Espagne), soit par la Mauritanie. Parmi eux, des cadres du Polisario. En 2006, le Maroc a décidé de donner à ce qu'il considère comme son territoire une autonomie interne, et a confié au Conseil royal consultatif pour les affaires sahariennes (CORCAS) l'étude des possibles statuts d'autonomie dans la région. Cependant, le Polisario refuse toute solution qui ne comporte pas un référendum d'autodétermination.
Le Maroc préconise une large autonomie dans le cadre de la souveraineté du royaume alaouite pour résoudre le conflit du Sahara occidental. La proposition d’autonomie du Sahara occidental est selon Rabat une démarche « moderniste, démocratique et crédible », tenant compte du processus politique que connaît le royaume chérifien ces dernières années. Ce projet est soutenu par plusieurs pays comme les États-Unis, la France et l'Espagne.
La justice européenne ayant annulé un accord agricole passé avec le Maroc au motif qu’il s’appliquait aussi au Sahara occidental, le Maroc a annoncé le jeudi 25 février 2016 le gel de ses contacts avec les institutions européennes. Finalement, le 16 janvier 2019 ce même accord agricole est adopté à une très large majorité au parlement européen. Ainsi les produits issus du Sahara occidental jouissent de la même préférence tarifaire que ceux du Maroc.

#### Découpage administratif marocain
Selon le découpage administratif marocain, trois régions font partiellement ou entièrement partie du territoire du Sahara occidental :
- Guelmim-Es-Semara (partiellement)
- Laâyoune-Boujdour-Sakia el Hamra (la majeure partie de la région)
- Dakhla-Oued Ed-Dahab (intégralement)

Ce découpage régional n'est pas reconnu internationalement, et les régions marocaines couvrent également le territoire situé au-delà du mur marocain, qui est sous contrôle effectif du Front Polisario.

### Revendications du Polisario

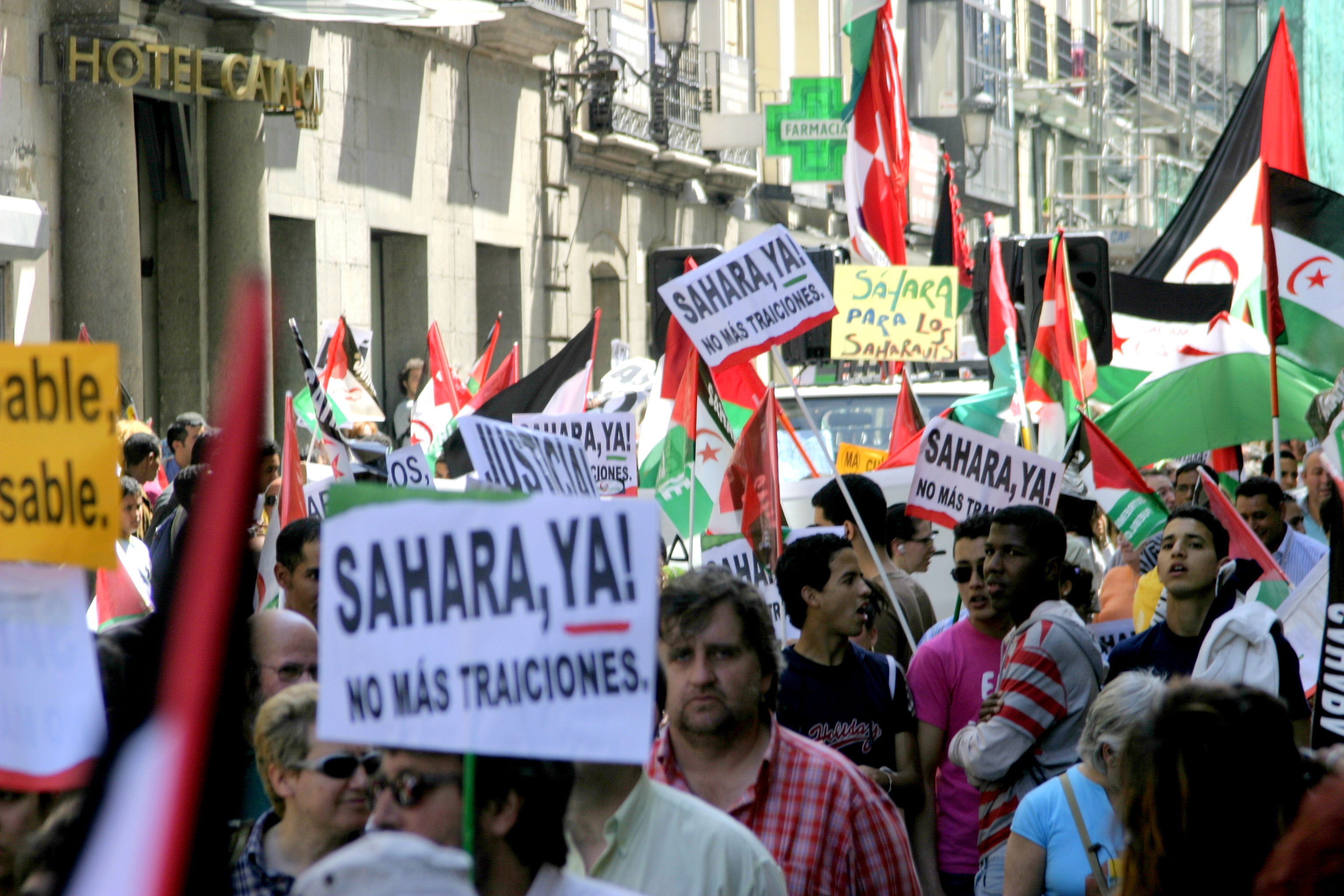
Manifestation de soutien à l'indépendance du Sahara Occidental à Madrid

Pour le Front Polisario, le conflit du Sahara occidental est avant toute chose une question d'autodétermination des peuples. Il a toujours affirmé que sa seule et unique demande est l'application du droit international et en particulier le droit à l'autodétermination des peuples. En outre, l'ONU a, à plusieurs reprises, affirmé que la résolution 1514(XV) s'appliquait au Sahara occidental. Selon Khalil Ahmed, observateur des droits de l'Homme pour la République arabe sahraouie démocratique : 

« Le référendum est un moyen reconnu de résolution des conflits liés à la décolonisation. Si les sahraouis décident d'être marocains, nous respecterons leur décision, mais seul un référendum d'autodétermination peut régler le problème. »

Cette solution ayant également été acceptée par le Maroc, le Polisario ne voit aucune raison de changer sa position. Il considère, d'ailleurs, que le Maroc, réalisant que cela nuirait à ses intérêts, a manqué à sa parole en n'organisant pas de référendum. De plus, l'invocation de prétendus droits historiques par le Maroc ne serait qu'une couverture pour ses ambitions ultra-nationalistes. Il faudrait donc replacer les revendications marocaines dans un contexte plus large, celui du Grand Maroc revendiqué par le Parti de l'Istiqlal dans les années 1950 et repris par Mohammed V et ses successeurs.

Toujours selon Khalil Ahmed : 

« Cette idéologie transforme le Royaume chérifien en un État expansionniste qui a successivement réclamé des droits sur la Mauritanie, l'ouest de l'Algérie, Ceuta et Melilla et même une partie du Mali en plus du Sahara Occidental. Si tous les pays réclamaient des territoires qu'ils ont à un moment de l'histoire contrôlé, ce serait la guerre de tout le monde contre tout le monde. C'est une vision très particulière de l'Histoire. »

Pour le Polisario, Rabat utilise son idéologie nationaliste surtout pour des raisons de politique intérieure, afin de créer une union autour du roi en maintenant un sentiment d'encerclement et de peur. En installant un tel environnement, le régime marocain s'offrirait la possibilité d'agir de façon répressive et supprimerait la critique en l'assimilant à une tentative de rompre la nation. La critique du Polisario de la position marocaine consiste à mettre en évidence sa nature « contradictoire et instable », en le forçant à accepter un jour ce qu'il refuse dans le simple but de gagner du temps. Un membre du Polisario déclare, d'ailleurs : 

« Le Maroc était l'un des partisans du référendum jusqu'à ce qu'il ait manqué à sa parole, puis il a bloqué les tentatives de définition d'un électorat, pour enfin rejeter l'idée même d'un référendum. »

### Position algérienne
Après le retrait de l'Espagne et l'annexion par le Maroc et la Mauritanie, l'Algérie soutient le principe d'autodétermination des peuples et accueille une majorité des réfugiés sahraouis. Elle est pour la mise en application des résolutions (1754 (2007), 1783 (2007), 1813 (2008), 1871 (2009), 1920 (2010), 1979 (2011), 2044 (2012) et 2099 (2013) de l'ONU concernant l'organisation d'un référendum du peuple sahraoui sous les auspices de l'ONU.
L'Algérie soutient le Sahara occidental au nom des droits des peuples à l'autodétermination et l'inviolabilité des frontières coloniales. Sa position officielle est « qu'elle n'a pas de revendications territoriales sur le Sahara occidental, qu'elle n'est pas partie prenante dans le conflit qui oppose la RASD et le royaume du Maroc, et que son soutien aux indépendantistes sahraouis relève de ses principes d'aide à tous les peuples qui luttent pour la décolonisation de leur pays à travers le monde ». L'Algérie réaffirme, à chaque attaque médiatique, qu'elle n'est pas concernée par le conflit et qu'elle se contente de soutenir les résolutions de l'ONU. Pour autant, Mohammed VI persiste dans ses déclarations : « la dernière résolution du Conseil de sécurité met particulièrement l’accent sur la dimension régionale de ce différend et souligne la responsabilité de l’Algérie en tant que partie concernée par ce litige ». Et ce malgré le fait que l'ONU n'a jamais considéré l'Algérie comme partie prenante du conflit. Côté algérien, on considère que la stratégie de communication marocaine vise à faire croire que les revendications viennent d'ailleurs que du Sahara occidental. Selon Alger, en impliquant l'Algérie, le Maroc crée l'illusion que le peuple sahraoui adhère à son projet.

### Position de l'ONU
En 1963, le Sahara occidental a été inscrit, à la demande du Maroc,, sur la liste des territoires non autonomes selon l'ONU, alors qu'il était encore une colonie espagnole. Le territoire a toujours conservé ce statut depuis. L'ONU est directement impliquée depuis 1988, lorsque le Maroc et le Polisario se sont mis d'accord pour la tenue d'un référendum d'auto-détermination, afin d'obtenir une issue pacifique au conflit. En 1991, l'ONU a obtenu un cessez-le-feu entre les belligérants, selon un calendrier qui stipulait la tenue du référendum l'année suivante. À la suite de désaccords incessants sur la composition des listes électorales, ce référendum n'a pas encore eu lieu.
En avril 2007, le Conseil de sécurité des Nations unies adopte une nouvelle résolution (no 1754) qui engage les parties à négocier « en vue de parvenir à une solution politique juste, durable et mutuellement acceptable qui permette l'autodétermination du peuple du Sahara occidental ». Ces négociations directes se déroulent depuis à Manhasset dans l'État de New York. Le 21 avril 2008, l'envoyé spécial du secrétaire général de l'ONU, Peter van Walsum déclare que l'indépendance du Sahara occidental, n'était, à ses yeux, pas « un objectif atteignable ». Il estime en effet qu'en l'absence de « pression sur le Maroc pour qu'il abandonne sa revendication de souveraineté », un « Sahara occidental indépendant n'était pas une proposition réaliste ». Le 30 avril 2008, le Conseil de sécurité des Nations unies adopte la résolution 1813 qui renouvelle en substance le mandat de la MINURSO jusqu'au 30 avril 2009, réitère les principes fondamentaux énoncés lors des résolutions précédentes mais surtout « fait sienne la recommandation formulée dans le rapport selon laquelle il est indispensable que les parties fassent preuve de réalisme et d’un esprit de compromis afin de maintenir l’élan imprimé au processus de négociation ». Ceci est un appel à l'acceptation par le Maroc d'organiser un référendum d'autodétermination du peuple sahraoui comme il s'y était engagé en 1989,. Le principal problème concernant le référendum est la composition du corps électoral : selon la FAO, la population du territoire était d'environ 80 000 habitants en 1975. Cependant, beaucoup d'entre eux étaient nomades depuis toujours et passaient librement sur des territoires maintenant sous souveraineté algérienne, marocaine, mauritanienne et malienne ; d'autre part, l'état civil de ces populations restait élémentaire et il était très difficile de déterminer un lieu de naissance et une résidence fixes, informations indispensables pour constituer des listes électorales.

### Position de l'Union africaine
Pour l'Union africaine (ancienne Organisation de l'unité africaine), la RASD est un État membre avec toutes ses prérogatives. La décision de l'OUA d'accepter la RASD comme membre en 1982 a conduit le Maroc à quitter l'organisation en 1984. Le Maroc est resté le seul pays africain non membre de l'Union africaine pour sa non-adhésion à l'Uti possidetis (principe de l'intangibilité des frontières héritées de la colonisation) jusqu'au 30 janvier 2017, date de sa réintégration.

### Position de la Ligue arabe
La Ligue arabe soutient explicitement l'intégrité territoriale du Maroc, et ne reconnaît ni le Front Polisario ni la République arabe sahraouie démocratique. Elle considère que le dossier du Sahara occidental relève de la compétence de l'ONU et soutient l'intégrité territoriale des pays arabes. L'Algérie, pays membre de l'organisation, ne remet pas pour autant en cause son appartenance à la Ligue arabe, acceptant le principe de compétence de l'ONU sur la question.

### Position des États-Unis
Le quotidien national américain The Wall Street Journal publie un article le 11 août 2019 sur le Sahara occidental, qui fait état de la position des États-Unis sur le conflit en affirmant que « Washington ne soutiendrait pas un plan visant à créer un nouvel État en Afrique ». 
Les États-Unis entretiennent en effet de bons rapports avec la monarchie marocaine : les Forces armées royales effectuent des entraînements réguliers, et notamment une fois par an l’exercice « African Lion », avec l’armée américaine. Le roi Mohammed VI s’est en outre construit, rappelle la chercheuse en relations internationales Khadija Mohsen-Finan, « une image de meilleur allié de l’Occident dans le monde arabe. Sa coopération est jugée précieuse, puisqu’il surveille le détroit de Gibraltar, autorise le survol de son territoire en cas de guerre, et joue un rôle important dans la gestion des flux migratoires, en empêchant l’immigration africaine de passer en Europe. »
Le 10 décembre 2020, Donald Trump annonce que les États-Unis reconnaissent la souveraineté du Maroc sur le Sahara Occidental en échange du rétablissement des relations entre Israël et la monarchie marocaine,.

### Position d’Israël
En mai 2024, le premier ministre israélien suscite un tollé au Maroc en présentant lors d’une interview avec la télévision française TF1 une carte du Maroc sans le Sahara-Occidental. Les journaux marocains y « voient une provocation » mais la presse internationale rappelle que le premier ministre israélien continue cependant à reconnaître la souveraineté du gouvernement de Rabat sur ce territoire de grande superficie.

## Médiation de l'ONU
Après l'impasse des quatre rondes de négociations à Manhasset (États-Unis), l'agence de presse espagnole EFE a rapporté que les discussions « informelles » entre le gouvernement marocain et le Front Polisario ont débuté à Vienne, en présence de l'envoyé personnel du Secrétaire général des Nations unies, Christopher Ross, le lundi 10 août 2009.

## Droits humains

### Répression et liberté d'expression
Les manifestations demandant l'indépendance du Sahara occidental sont violemment réprimées et certains d'entre eux sont tués et des manifestants et responsables associatifs pour les droits humains sont parfois arrêtés,. Selon Amnesty international, en 2017, au Maroc et au Sahara occidental, « des journalistes et des manifestants appelant à la justice sociale et au respect des droits politiques ont été emprisonnés, souvent à l’issue de procès iniques ».
L'usage du hassanya est lui-même réprimé.
En 2019, alors que des Sahraouis célèbrent la victoire de l'équipe d'Algérie de football lors de la CAN 2019, ceux-ci sont violemment réprimés par les forces de sécurité, des cafés sont fermés et une jeune femme de 24 ans meurt fauchée par deux voitures de police.
En 2022, lors de la Coupe du monde de football 2022, le Sahara sous contrôle marocain est quadrillé par les forces de sécurité et selon les activistes et journaliste sahraouis, des Marocains emmenés pour fêter la victoire de l'équipe du Maroc, dont les joueurs ont scandé des chants en faveur de la marocanité du territoire. D'autres Sahraouis soutiennent le Maroc. Après l'élimination du Maroc face à l'équipe de France de football, des Saharouis sont sortis pour célébrer la défaite de l'équipe du Maroc, et une rixe a éclaté entre Marocains et Sahraouis. Selon des activistes et journalistes sahraouis, des vidéos sur les réseaux sociaux ont appelé à attaquer le Front Polisario en cas de victoire du Maroc, ce qui a été interprété par les Sahraouis comme un appel à s'en prendre à eux. Par ailleurs, des drapeaux et portraits du roi du Maroc auraient été distribués lors de ces célébrations et des écrans géants installés.
En septembre 2023, les forces de sécurité dispersent des manifestants pacifiques rassemblés lors de la visite à Laâyoune de l'émissaire onusien Staffan de Mistura. Celles-ci ont agressé physiquement et verbalement les manifestants, leur donnant des coups, les trainant au sol et les menaçant. Quelques jours plus tard, à Dakhla, quatre militants sahraouis qui ont tenté de rencontrer l'émissaire, sont arrêtés par les forces de sécurité, les empêchant ainsi de rencontrer l'émissaire onusien.
Le 21 octobre 2023 à Laâyoune, les forces de sécurité ont empêché la tenue du premier congrès du Collectif des défenseurs sahraouis des droits de l’homme (CODESA) de tenir son premier congrès national. Les participants ont subi des violences physiques. Le siège de Laâyoune de l'Association sahraouie des victimes des violations graves des droits humains commises par l’État du Maroc (ASVDH), fermé en 2022 par les autorités marocaines, l'est toujours l'année suivante.

### Liberté de la presse
Pour Reporters sans frontières, le Sahara occidental est « coupé du monde, véritable trou noir de l’information, devenu une zone de non-droit pour les journalistes ». Le silence entourant le Sahara occidental est, selon RSF, « principalement lié à la persécution et à la répression constantes des journalistes sahraouis qui s’efforcent de faire leur métier en dehors des circuits officiels marocains, mais aussi à l’impossibilité pour les journalistes étrangers de travailler dans la région ». En effet, le Maroc refoule presque systématiquement la presse étrangère qui tente de se rendre au Sahara occidental et « punit très sévèrement les journalistes citoyens qui essaient de donner une version différente du discours officiel sur les réseaux sociaux ».

## Géographie
Le Sahara occidental est frontalier de l'Algérie sur 42 kilomètres, de la Mauritanie sur 1 561 kilomètres et du Maroc sur 443 kilomètres. Les zones de contrôle du Maroc et du Polisario sont séparées par un mur de sable, construit par les Marocains avec l'aide d'experts israéliens et américains. La zone sous contrôle marocain se trouve à l'ouest du mur, la zone sous contrôle du Polisario à l'est. Le mur mesure plus de deux mille kilomètres de long et permet de bloquer les véhicules. Il est composé d'une série de barrières faites de deux remblais de sable de trois mètres de haut protégés par des champs de mines et de fortifications placées tous les cinq kilomètres.

## Environnement
L'association italienne pour l'environnement Legambiente a indiqué en 2001 que plus de 600 000 tonnes de déchets radioactifs ont été abandonnés dans les fonds marins au large des côtes du Sahara occidental. Il s'agirait notamment d'un trafic mené par la mafia italienne.

## Démographie

Évolution entre 1961 et 2003 (chiffre de la FAO, 2005), en milliers d'habitants.

Selon le Pew Research Center, en 2010, 99,4 % de la population est musulmane.

### Réfugiés

Carte des camps proches de Tindouf. Hors carte : camp de Dakhla.

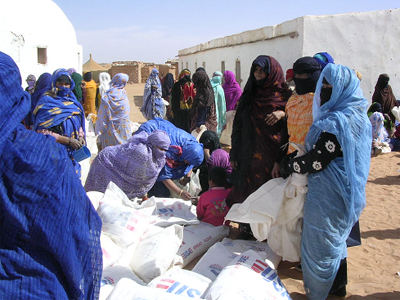
Réfugiées saharaouies dans le camp de Dakhla (wilaya de Tindouf, Algérie).

Selon la direction générale de l'aide humanitaire (ECHO) de la commission européenne, 155 430 réfugiés sahraouis se trouvent dans les camps de Tindouf, en Algérie. Le Haut Commissariat des Nations unies pour les réfugiés en nourrit 90 000. Le Maroc conteste ces chiffres, et un ancien membre du Front Polisario parle de 25 000 réfugiés.
Les quatre principaux camps sont nommés El Aaiun, Awserd, Es-Semara et Dakhla, d'après des villes du Sahara occidental. Les réfugiés, les rescapés parlent de prisonniers, sont connus pour vivre dans des conditions inhumaines, en raison du traitement du Polisario. Il existe également des communautés réfugiées en Mauritanie, aux îles Canaries, en Espagne métropolitaine et à Cuba[Information douteuse].

## Villes et villages
L'essentiel de la population se trouve à Laâyoune (environ deux cent mille habitants).

### Sous contrôle du Maroc

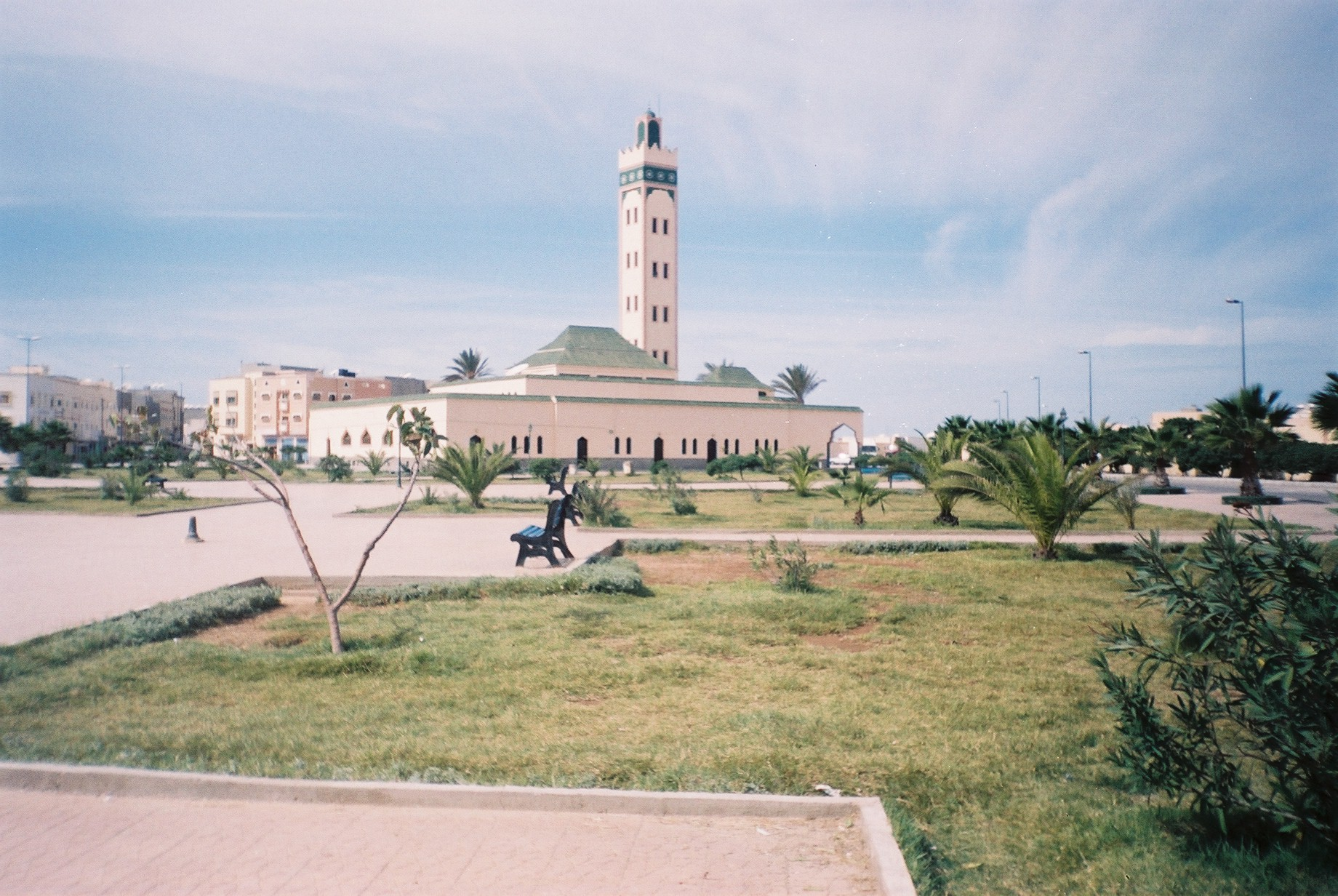
Vue de la mosquée de Dakhla, ville sous contrôle marocain.

| Ville                              | Population (2014) |
| ---------------------------------- | ----------------- |
| Laâyoune (El Aaiun)                | 217 732           |
| Dakhla (Ad Dakhla, Villa Cisneros) | 106 277           |
| Es-Semara (Smara)                  | 57 035            |
| Boujdour                           | 42 651            |

|                           | Population (2014) |
| ------------------------- | ----------------- |
| Al Mahbes                 | 4 208             |
| Aousserd (Awsard, Awserd) | 5 822             |
| Bir Anzarane              | 6 244             |
| El Argoub                 | 5 345             |
| El Marsa (Laâyoune-plage) | 17 917            |
| Gueltat Zemmour           | 6 393             |
| Haouza (Hawza)            | 5 462             |
| Lagouira (La Guera)       | 3 726             |
| Tichla                    | 5 743             |
| Bir Gandouz               | 4 625             |
| Oum Dreyga                | 3 146             |

Autres localités :
- Boukraa (mine de phosphate)
- Guerguerat (...- février 2017)[76]
- Baggari
- Chalwa
- Al Farcia
- Imlili

### Sous contrôle du Front Polisario
Aucune statistique récente de population n'est disponible pour les localités sous contrôle du Polisario. La population totale représente au plus quelques milliers de personnes, en majorité nomades[réf. nécessaire].
- Aghouinite
- Amgala
- Bir Lahlou, capitale temporaire de la RASD
- Bir Tirrissit
- Dougaj
- Mehaires
- Mijek
- Tifariti, subcapitale temporaire de la RASD
- Zoug (Zug, Sug)

### Sous contrôle de la Mauritanie
La localité de Lagouira, située au sud du mur des sables à proximité de Nouadhibou se retrouve de facto sous contrôle mauritanien. Peuplée de plus de 800 habitants en 1979, la localité est aujourd'hui en ruines, habitée par quelques Imraguens et abritant un camp de l'armée mauritanienne.
En 2013, la Mauritanie a décidé de redessiner ses frontières fermement, dans le but d'une future politique plus ferme face au Maroc, et n'a pas inclus la localité de Lagouira dans ses territoires.

## Économie
Les principales sources de revenu sont le pastoralisme, la pêche et l'extraction de phosphate, qui représentent plus de 60 % des exportations,. Les réserves de phosphate du Sahara occidental qui sont concentrées autour de Boukraa sont importantes : ainsi, selon l'USGS, le Maroc (en incluant le Sahara occidental) détient les deuxièmes plus grandes réserves prouvées de phosphate du monde, avec 5 700 milliards de tonnes (les premières étant celles de la Chine : 6 600), et les plus grandes réserves potentielles, avec 21 000 milliards de tonnes (Chine : 13 000). Cependant, la mine de Boukraa ne représente que 7 % à 8 % de la production globale du Maroc et, selon les chiffres de l'International Fertilizer Development Center, 1,6 % de ses réserves.
Les Espagnols auraient également découvert des dépôts de minerai de fer[réf. nécessaire].
Malgré la pluviosité minime, qui ne permettait pas de production agricole durable en dehors de quelques oasis où on pratiquait une agriculture de subsistance, la culture sous serre a connu un grand développement dans la région de Dakhla passant à plus de 450 ha fin 2009 avec une production de plus de 31 000 tonnes de primeurs, ce qui permet des productions hors sol avec un grand rendement à l'hectare et une qualité gustative particulière, cette superficie atteindra 1 000 ha à l'horizon 2020, pendant que l'augmentation de la production de ces cultures devrait passer à 76 000 tonnes en 2013 et à 116 000 tonnes en 2020.
Le commerce et l'activité économique sont contrôlés par le Maroc. Des sociétés marocaines du secteur énergétique ont signé en 2001 des contrats d'exploration de pétrole au large de la côte, ce qui a provoqué la colère du Front Polisario. En outre, deux multinationales pétrolières, Total et Kerr-McGee, ont obtenu des licences d’exploration. L'ONU a estimé que ces activités d’exploration et d’exploitation devaient aussi prendre compte les intérêts et la volonté du peuple sahraoui. Sinon « elles contreviendraient aux principes de droit international applicables aux activités touchant aux ressources minérales des territoires non autonomes ».

### Transports
Le territoire dispose de 6 200 km de routes, dont 1 350 km sont goudronnées ; ainsi il comporte une route qui longe la côte atlantique et qui représente une importante partie de la route nationale 1 (Maroc) qui relie Tanger à la frontière avec la Mauritanie. D'autres villes comme Es-Semara, Aousserd et Gueltat Zemmour sont desservies. Afin d'améliorer la jonction entre deux pôles économiques importants : El Marsa, dont le développement est centré sur le port et la ville de Laâyoune, métropole régionale, grand centre de main d’œuvre et de services, la voie express Laâyoune - El Marsa (23 km) a été réalisée.
Il n'y a aucun chemin de fer au Sahara occidental. La région du Sahara dispose de ports dans les principales villes : Dakhla, Boujdour et Laâyoune. La plus grande bande transporteuse du monde (96 km) transporte le phosphate des mines de Boukraa à la côte près de Laâyoune.
Les villes de Laâyoune, Dakhla et Es-Semara disposent d'aéroports les desservant :
- Aéroport international Laâyoune - Hassan Ier ;
- Aéroport de Dakhla ;
- Aéroport de Smara.

### Monnaie
Deux monnaies sont utilisées, le dirham marocain (dans le cadre du Sahara marocain) et la peseta sahraouie (RASD),, monnaie commémorative frappée occasionnellement et non utilisée dans les échanges commerciaux.

## Filmographie
- 2011 : L'autre côté du mur, documentaire de Denis Véricel

### Source
- (en) Cet article est partiellement ou en totalité issu de l’article de Wikipédia en anglais intitulé « Political status of Western Sahara » (voir la liste des auteurs).